# Aart-Jan Moerkerke
A.J. (Aart-Jan) Moerkerke (Rotterdam, 29 januari 1965) is een Nederlands bestuurder en VVD-politicus. Sinds 7 juni 2021 is hij burgemeester van Moerdijk. 

## Opleiding en loopbaan
Moerkerke groeide op in Capelle aan den IJssel. Na zijn vwo ging hij in Kampen van 1984 tot 1988 studeren aan de Christelijke Academie voor Journalistiek (CAJ) en vanaf 1987 was hij werkzaam in de journalistiek; zo heeft hij onder meer gewerkt voor opinieweekblad Elsevier, TROS Aktua Radio en NOS Teletekst en bij een reclamebureau. Hij heeft in 1995 ook nog grafische vormgeving gestudeerd aan het Grafisch Lyceum Rotterdam en vanaf 1994 werkte hij als grafisch ontwerper.

## Politieke loopbaan
Moerkerke was in 2001 een van de oprichters van de lokale partij Leefbaar Capelle en een jaar later werd die bij de gemeenteraadsverkiezingen van 2002 meteen de grootste partij van Capelle aan den IJssel waarna Moerkerke daar wethouder werd wat hij tot 2010 zou blijven. Vervolgens werd hij fractievoorzitter van die partij in de gemeenteraad van Capelle aan den IJssel en daarnaast was hij werkzaam als adviseur. Vanaf 1 maart 2012 was hij burgemeester van Strijen en vanaf 1 oktober 2016 was hij burgemeester van Papendrecht. Sinds 7 juni 2021 is hij burgemeester van Moerdijk.